# Cegielnia Ratowska
Cegielnia Ratowska (prononcé en polonais : [t͡sɛˈɡʲɛlɲa raˈtɔfska]) est un village polonais de la gmina de Radzanów dans la powiat de Mława de la voïvodie de Mazovie dans le centre-est de la Pologne.
Le village compte approximativement une population de 60 habitants en 2006.

## Histoire
De 1975 à 1998, le village appartenait administrativement à la voïvodie de Ciechanów.